# 丹索廳
丹索廳，全稱馬克斯·丹索廳和圖書館，為位於巴基斯坦卡拉奇的圖書館建築；建於1886年，是卡拉奇第一座為當地人服務的圖書館。以1870年代卡拉奇商會主席馬克斯·丹索（Max Denso）命名。

## 外部連結
- Libraries in Karachi
- Max Denso Hall: Signposts to history
- Heritage Foundation Pakistan （页面存档备份，存于）